# Astragalus atratus
Astragalus atratus är en ärtväxtart som beskrevs av Sereno Watson. Astragalus atratus ingår i släktet vedlar, och familjen ärtväxter.

## Underarter
Arten delas in i följande underarter:
- A. a. atratus
- A. a. inseptus
- A. a. mensarus
- A. a. owyheensis